# Galium ionicum
Galium ionicum är en måreväxtart som beskrevs av Franz Xaver Krendl. Galium ionicum ingår i släktet måror, och familjen måreväxter. Inga underarter finns listade i Catalogue of Life.